# 德順軍
德顺军，北宋时设置的军。
庆历三年（1043年）置，治所在笼竿城（又作陇干城，今宁夏回族自治区隆德县东北）。建炎四年（1130年）属金。金朝皇统二年（1142年），升为德顺州。 